# Софиевская волость (Александрийский уезд)
Софиевская волость (Софиево-Гейковская волость) — административно-территориальная единица Александрийского уезда Херсонской губернии.
По состоянию на 1886 год состояла из 7 поселений, 7 сельских общин. Население 1483 человека (797 мужского пола и 686 женского), 254 дворовых хозяйства.
|                        | Площадь, десятин | В том числе пахотной, дес. |
| ---------------------- | ---------------- | -------------------------- |
| Сельских общин         | 2113             | 1083                       |
| Частной собственности  | 10 075           | 4607                       |
| Казённой собственности | -                | -                          |
| Другой собственности   | 33               | 17                         |
| Всего                  | 12 221           | 5707                       |

Самые большие поселения волости:
- Софиевка — местечко при реке Боковая в 70 верстах от уездного города, 499 человек, 70 дворов, православная церковь, еврейская синагога, 10 лавок, 2 ярмарки: 25 марта и 17 сентября, базары по воскресеньям.